# Mesanthemum pubescens
Mesanthemum pubescens är en gräsväxtart som först beskrevs av Jean-Baptiste de Lamarck, och fick sitt nu gällande namn av Friedrich August Körnicke. Mesanthemum pubescens ingår i släktet Mesanthemum och familjen Eriocaulaceae.
Artens utbredningsområde är Madagaskar. Inga underarter finns listade i Catalogue of Life.